# Біле (Борисовський район)
Біле (біл. Белае) — село в складі Борисовського району Мінської області, Білорусь. Село підпорядковане Пригородній сільській раді, розташоване в північно-східній частині області.